# 原子力工学
原子力工学（げんしりょくこうがく、英: nuclear engineering）は原子力の工業利用を研究する工学の一分野。

## 対象
学問の取り扱う対象としては、原子力エネルギーの工業利用と放射線の工業利用が代表的である。前者は主に核燃料および原子炉の設計・製造技術と安全評価技術が挙げられ、後者は主に工業技術、検査技術および医療技術が挙げられる。
研究対象が多岐に渡り、前述の通り他の様々な工学部門と密接な関係を有することから、学問体系としては広く浅い傾向にある。

## 日本における原子力工学
日本では第二次世界大戦後、原子力の平和利用の推進に伴い、それまでの電気工学・機械工学・材料工学・化学工学などをベースに原子力工学が独自の発展を遂げた。
1950年代後半にシカゴ大学のアルゴンヌ国立研究所留学から帰国した鳥飼欣一ら研究者によって、1956年（昭和31年）に茨城県東海村の日本原子力研究所で、原子力の平和利用に関する研究と原子炉の製造が始まった。
1959年には、日本における原子力工学分野の研究成果発表の場として最大規模である日本原子力学会が設立された。
近年は原子力の産業利用停滞に伴い志望する学生が減少して東京大学は「システム量子工学科」、京都大学は「物理工学科」、東海大学は「エネルギー工学科」、などと改組や改称されたが、東京都市大学は「原子力安全工学科」を新設した。